# مقاطعة قزوين
مقاطعة قزوين (بالفارسية: شهرستان قزوین) هي إحدى مقاطعات محافظة قزوين في إيران. كان عدد سكان المقاطعة سنة 2006 حوالي 99,841 نسمة.